# Jarok
Jarok este o comună slovacă, aflată în districtul Nitra din regiunea Nitra, pe malul râului Q12764751⁠(d). Localitatea se află la altitudinea de 151 m deasupra n.m., se întinde pe o suprafață de 22,11 km2 și în 2017 număra 2.018 locuitori.

## Istoric
Localitatea Jarok este atestată documentar din 1113.

## Demografie
| An:                | 1994 | 2004   | 2014    | 2024    |
| ------------------ | ---- | ------ | ------- | ------- |
| Număr de persoane: | 1794 | 1767   | 1947    | 2143    |
| Diferență:         |      | −1,50% | +10,18% | +10,06% |

| An:                | 2023 | 2024   |
| ------------------ | ---- | ------ |
| Număr de persoane: | 2138 | 2143   |
| Diferență:         |      | +0,23% |